# 壳橄榄虫
壳橄榄虫（学名：Druppatractus ostracion）为核虫科橄榄虫属的动物。分布于中太平洋，包括东海等海域。
皮壳壁厚、有棘、具规则网孔。两轴(纵轴与横轴)之比约为5:6。孔圆形，有六角形框架，孔为孔间桁的3-4倍，六角形框架的每一角(三孔之间)生起一个短的乳头状凸起。髓壳大小为皮壳之半，呈椭圆形，具规则排列的圆孔。极针强大，呈三面棱柱形，大主针约为壳纵轴之半，小主针约为大主针之半。